# Cumbre de Gran Canaria
Cumbre de Gran Canaria este o arie protejată (arie de protecție specială avifaunistică — SPA) din Spania întinsă pe o suprafață de 3.641,19 ha, integral pe uscat.

## Localizare
Centrul sitului Cumbre de Gran Canaria este situat la coordonatele 27°58′N 15°35′W / 27.96°N 15.58°V.

## Înființare
Situl Cumbre de Gran Canaria a fost declarat arie de protecție specială avifaunistică în octombrie 2022 pentru a proteja 5 specii de animale.

## Biodiversitate
Situată în ecoregiunea , aria protejată nu include niciun habitat protejat.
La baza desemnării sitului se află mai multe specii protejate de  păsări (5): uliu păsărar (Accipiter nisus granti), pasărea ogorului (Burhinus oedicnemus), Dendrocopos major thanneri, Fringilla polatzeki, stârc de noapte (Nycticorax nycticorax).